# Grézieu-la-Varenne
Grézieu-la-Varenne es una comuna francesa situada en el departamento del Ródano, de la región de Auvernia-Ródano-Alpes.
Está integrada en la comunidad de comunas Vallons du Lyonnais.

## Demografía
| 696 | 782 | 819 | 1 195 | 1 640 | 762 | 784 | 809 | 914 | 901 | 914 | 996 | 951 | 967 | 1 018 | 1 155 | 1 055 | 1 071 | 1 073 | 1 087 | 1 090 | 1 034 | 1 104 | 1 028 | 1 026 | 1 002 | 1 175 | 1 448 | 1 849 | 2 323 | 2 855 | 3 256 | 4 133 | 4 751 | 5 525 | 5 734 |
| Para los censos de 1962 a 1999 la población legal corresponde a la población sin duplicidades (Fuente: INSEE [Consultar]) |     |     |       |       |     |     |     |     |     |     |     |     |     |       |       |       |       |       |       |       |       |       |       |       |       |       |       |       |       |       |       |       |       |       |       |